# Mauren
För andra betydelser, se Mauren (olika betydelser).
Mauren är en kommun i Liechtenstein med 4 214 invånare.

## Historik
Platsen kallades "Muron" i dokument från 1178. Här finns också ett minnesmärke efter Peter Kaiser (1793 – 1864).
Den här artikeln är helt eller delvis baserad på material från engelskspråkiga Wikipedia, 1 juli 2014.